# 塔拉迪加 (阿拉巴马州)
塔拉迪加（英文：Talladega），是美国阿拉巴马州下属的一座城市。面积约为23.98平方英里（约合62.11平方公里）。根据2010年美国人口普查，该市有人口15,676人，人口密度为653.63/平方英里（约合252.39/平方公里）。